# ドゥルゴポル
座標: 北緯43度3分 東経27度21分 / 北緯43.050度 東経27.350度

ドゥルゴポル
Дългополドゥルゴポル ブルガリア内のドゥルゴポルの位置

ドゥルゴポル（ブルガリア語: Дългопо̀л、Dalgopol）はブルガリア北東部の町、およびそれを中心とした基礎自治体。ヴァルナ州に属する。ダルゴポルとも表記される。

## 町村
ドゥルゴポル基礎自治体（Община Дългопол）には、その中心であるドゥルゴポルをはじめ、以下の町村（集落）が存在している。
- Арковна
- Аспарухово
- Боряна
- Величково
- Дългопол
- Камен дял
- Комунари
- Красимир

- Лопушна
- Медовец
- Партизани
- Поляците
- Рояк
- Сава
- Сладка вода
- Цонево